# Charles De Geer
Charles De Geer (10. února 1720, Finspång, Švédsko – 8. března 1778, Stockholm) byl švédský entomolog. Kromě entomologie se věnoval i celkovému studiu přírodovědy a arachnologii. V rámci entomologie studoval brouky, dvoukřídlé, blanokřídlé a jiné skupiny hmyzu.

## Životopis
Narodil se v švédském městě Finspång. Jako tříletý se s rodiči přestěhoval do nizozemského Utrechtu, ale v 19 letech vrátil se zpět do rodného Švédska. V městečku Lövstabruk zdědil panství a kovozpracující dílnu, jakož i zámek Leufsta (Lövsta), jako dědictví od bezdětného strýce Charlese De Geera (1660–1730), což pro jeho další život bylo velmi důležité. V roce 1739 se baron De Geer stal členem Švédské akademie věd v Stockholmu a v roce 1748 byl zvolen i členem-korespondentem Akademie věd v Paříži. Byl také členem Královské společnosti věd v Uppsale. Zemřel v roce 1778 v Stockholmu. Po smrti byl i s manželkou pohřben v katedrále v Uppsale.

## Entomologické aktivity
Již jako osmiletý začal chovat housenky bource morušového (Bombyx mori). V dalším období se intenzivně věnoval entomologii a postupně se stal uznávaným entomologem. Jeho hlavní prací byl spis Memoirs pour servir à l'histoire des insectes, která byla publikována v osmi svazcích v letech 1752 až 1778. V této práci popsal 1466 druhů hmyzu, které zobrazil na 238 ilustrovaných listech. Jeho sbírky hmyzu byly uloženy do Švédské akademie věd – dnes Naturhistoriska riksmuseet ve Stockholmu. Byl žákem Linného.

## Druhy hmyzu, které popsal Charles De Geer
- Camponotus pennsylvanicus, (Hymenoptera: Formicidae)
- Dermestes maculatus, Coleoptera, 1774.
- Xestobium rufovillosum, Coleoptera, 1774.
- Meconema thalassinum, Orthoptera, 1773 Picture
- Gasterophilus intestinalis, Diptera, 1776.
- Episyrphus balteatus, Diptera, 1776.
- Triatoma rubrofasciata, Hemiptera, 1773.
- Erythrodiplax unimaculata, 1773.
- ANAS tristis,